# 난징 재경대학
난징재경대학(남경재경대학, 중국어 간체자: 南京财经大学, 정체자: 南京財經大學, 병음: Nánjīng Cáijīng Dàxué, 줄여서 南财, Náncái, 남재대, Nanjing University of Finance and Economics)은 중국 8대 고도 중의 하나였던 난징에 위치한 국립 대학이다. 장쑤성 중점대학 중 하나이며, 장수썽에서 많이 선택되는 관리계열(경제, 경영학 분야)의 대학 중 한곳이다.
난징재경대학은 현재 경제대학, 국제경무대학, 금융대학, 재정세무대학, 회계대학, 공상관리대학, 물류마케팅대학, 공공관리대학, 법학대학, 식품과학공학대학, 정보공학대학, 신문대학, 외국어대학, 예술대학, 응용수학대학, 마르크스주의대학, 체육대학, 국제교육대학, 평생교육대학, 홍산대학 등의 21개의 단과대학으로 구성되어 있다. 이 중, 회계대학과 금융대학의 입결이 가장 높다. 총 21개 단과 대학에 55개 학사 과정 등이 개설되어 있다.